# Päksholman ulkohelli
Päksholman ulkohelli är en klippa i Finland.   Den ligger i kommunen Fredrikshamn i den ekonomiska regionen  Kotka-Fredrikshamn  och landskapet Kymmenedalen, i den södra delen av landet, 140 km öster om huvudstaden Helsingfors.
Terrängen runt Päksholman ulkohelli är mycket platt.